# Open de Dijon Bourgogne
Het Open de Dijon Bourgogne was een golftoernooi van de Europese Challenge Tour. Het werd gespeeld op de Dijon Bourgogne Golf Club in Norges-la-Ville.

## Winnaars
- 1991:  Mikael Krantz
- 1992:  Jeremy Robinson
- 1993:  Niclas Fasth
- 1994:  Marcello Santi
- 1995:  Tim Planchin

De nieuwe eigenaar van de golfbaan is Jacques Laffite. 